# Meera (Band)
Meera war eine iranische Rockband aus Teheran. Sie gehörte zu den wenigen von der iranischen Regierung offiziell anerkannten Musikgruppen des Landes und zählten zu den Vorreitern der modernen iranischen Rockmusik.

## Geschichte
Meera wurde 1996 von Gitarrist Babek Akhoondi und Sänger Farzam Rahimi in Teheran gegründet. Der Bandname Meera ist der Name eines Mädchens in einem Roman, den Rahimi während seiner Schulzeit gelesen hatte. Die Wahl des Bandnamens hat keinen Hintergrund. Die Band hatte in den ersten Jahren ihres Bestehens mit den Umständen in ihrer Heimat zu kämpfen. Es war üblich, dass staatlich kontrollierte Musikproduzenten den Künstlern ihre Musik abkauften, um diese von bekannten Solokünstlern aufnehmen zu lassen und später ohne weitere Werbung unter deren Namen zu veröffentlichen. Ziel von Meera war es, ihre Musik frei von solchen Einflüssen zu halten. Im Jahr 2004 gelang es, das Debütalbum Meera bei Gienne Records im Iran und in Australien zu veröffentlichen. Im Herbst 2004 kam es zu Protesten iranischer Musiker gegen die Veröffentlichungspolitik der staatlichen Stellen und die damit verbundenen Restriktionen für Musiker, viele iranische Bands – unter ihnen Meera – mussten ihre bereits geplanten Konzerte absagen.
Die Band jammte zunächst gemeinsam mit Mitgliedern der iranischen Metal-Band DNA, ohne sich stilistisch einem anderen Genre zuwenden zu wollen. Es konnte ein Vertrag mit dem Musikmanager Nicholas Pattison abgeschlossen werden und der iranische Getränkehersteller Sanich (für den Rahimi damals arbeitete) hatte Interesse daran bekundet, die Band zu sponsern. Doch 2005 verließen neben Schlagzeuger Kasra Ebrahimi weitere zwei Mitglieder die Band. Hauptsongwriter Babek Akhoondi zog nach Deutschland, Reza Moqqaddas nach Kanada. Nachdem Bassist Dara Darayee sich für seine Mitarbeit im Weltmusik-Projekt RUMI entschied, bestand Meera Ende 2005 nur noch aus Sänger Rahimi. Dem iranischen Bandmanager Golnoosh Jaffari gelang es, Meera zu erhalten. Als Gitarristen konnten 2006 mit Pouya Mahmoudi und Aydin Naeeni zwei ehemalige Mitglieder von Barad gewonnen werden. Im Juni 2006 wurde das Debütalbum auch in Nordamerika veröffentlicht. Nach einigen ausverkauften Konzerten, bei denen Musiker von O-Hum aushalfen, wanderte Farzam Rahimi nach Kanada aus. Seitdem erfolgten keine Veröffentlichungen und keine Liveauftritte mehr. Die Band gilt als aufgelöst.

## Stil
Die Musiker wollten sich zwar stilistisch von den staatlichen Veröffentlichungen unterscheiden, hatten aber nicht vor, eine bestimmte Stilrichtung der Rockmusik einzuschlagen. Ihre in Farsi und später in Englisch verfassten Texte behandeln teilweise religiöse Themen wie die Liebe zu Gott, aber auch die Verbundenheit zur Natur. Sänger Farzam Rahimi bezeichnete die Musik der Band als „Persian Alternative [Rock]“. Ein Rezensent verglich die Musik mit den frühen Dire Straits oder Creed.

## Diskografie
- 2004: Meera (Album, Gienne Records)